# Neospintharus nipponicus
Neospintharus nipponicus là một loài nhện trong họ Theridiidae.
Loài này thuộc chi Neospintharus. Neospintharus nipponicus được miêu tả năm 1990 bởi Kumada.